# 6185 Mitsuma
6185 Mitsuma este un asteroid din centura principală de asteroizi.

## Descriere
6185 Mitsuma este un asteroid din centura principală de asteroizi. A fost descoperit pe 20 decembrie 1987 la Chiyoda de Takuo Kojima. Asteroidul prezintă o orbită caracterizată de o semiaxă mare de 2,34 ua, o excentricitate de 0,17 și o înclinație de 8,8° în raport cu ecliptica.